# Mesolenticulina
Mesolenticulina es un género de foraminífero bentónico de la subfamilia Lenticulininae, de la familia Vaginulinidae, de la superfamilia Nodosarioidea, del suborden Lagenina y del orden Lagenida. Su especie tipo es Mesolenticulina partidiana. Su rango cronoestratigráfico abarca el Holoceno.

## Clasificación
Mesolenticulina incluye a las siguientes especies:
- Mesolenticulina partidiana
- Mesolenticulina peruensis